# Linia kolejowa nr 495
Linia kolejowa nr 495 – zelektryfikowana, dwutorowa linia kolejowa łącząca przejście graniczne w okolicach Bielawy Dolnej ze stacją Horka Güterbahnhof.
Linia stanowi fragment linii kolejowej nr 6207 Horka Grenze – Roßlau (Elbe), W 27, odcinek Horka Grenze – Horka Gbf oraz kawałek odcinka Horka Gbf – Särichen oraz stanowi fragment międzynarodowej linii kolejowej E 30.